# Kim Chang-soo
Kim Chang-soo (ur. 12 września 1985 w Pusan) – południowokoreański piłkarz występujący na pozycji obrońcy w japońskim klubie Kashiwa Reysol oraz w reprezentacji Korei Południowej. Znalazł się w kadrze na Mistrzostwa Świata 2014.